# Frontó (arquitectura)

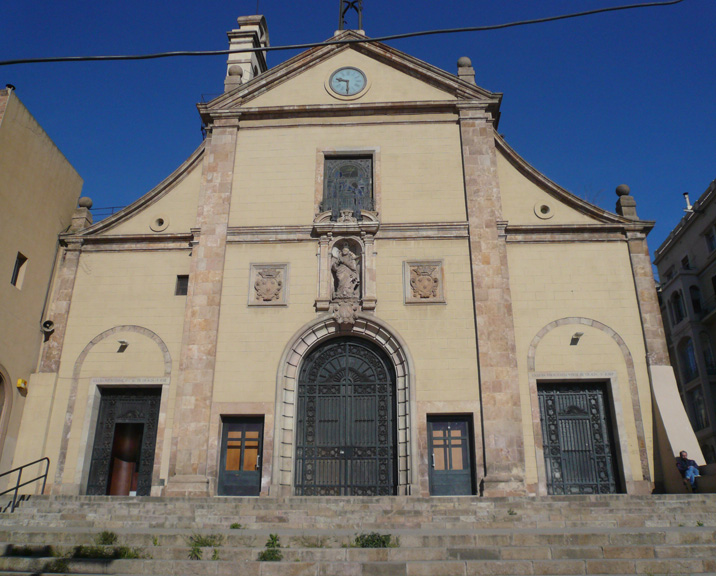
L'església dels Josepets de Gràcia, amb un frontó triangular

En arquitectura, un frontó (del llatí frons, 'front'), és el coronament triangular d'una façana –aleshores s'anomena també testera–, d'un pòrtic o d'una finestra. El frontó ens marca els vessants de la teulada. L'espai interior del frontó s'anomena timpà.

## Tipus
De frontons n'hi ha de diferents tipus:
- Frontó amb volutes, en què les cornises s'enrotllen formant mènsules que tenen el punt de suport a la cornisa horitzontal.
- Frontó calat (o foradat), en què el timpà està perforat amb una obertura on ressalta l'ornamentació emmarcada en un ull de bou.
- Frontó circular, en què la cornisa es troba traçada seguint un arc.
- Frontó corbat, format per un segment d'arc i una base horitzontal. Sovint s'alterna amb frontons triangulars als coronaments de les obertures, de les façanes o dels tambors que serveixen de suport a una cúpula.
- Frontó doble, el que té inscrits dos frontons en un: el més gran és la coronació de l'entaulament i el més petit el coronament d'una obertura o decoració ornamental.
- Frontó esglaonat, el que té les cornises en forma d'esglaons.
- Frontó esventrat (o sense base), el que té la base trencada o inexistent a ull nu.
- Frontó partit, en què les cornises laterals s'enrotllen en volutes o es tallen als eixos deixant un espai on a vegades es podia aixecar una peanya per col·locar-hi una estàtua.
- Frontó rebaixat, típic de la major part dels temples clàssics, que en tenir una longitud de façana considerable es coronaven amb aquest tipus de frontó aplatat.
- Frontó tallat (o entretallat), en què la part superior està interrompuda per tal de rebre un motiu ornamental, una escultura...
- Frontó triangular, en forma de triangle equilàter. Es tracta d'una de les formes més emprades pels arquitectes del Renaixement.
- Frontó truncat, en què la part superior està formada per dues cornises obliqües i una d'horitzontal. Acostuma a anar decorat a la part de dalt.

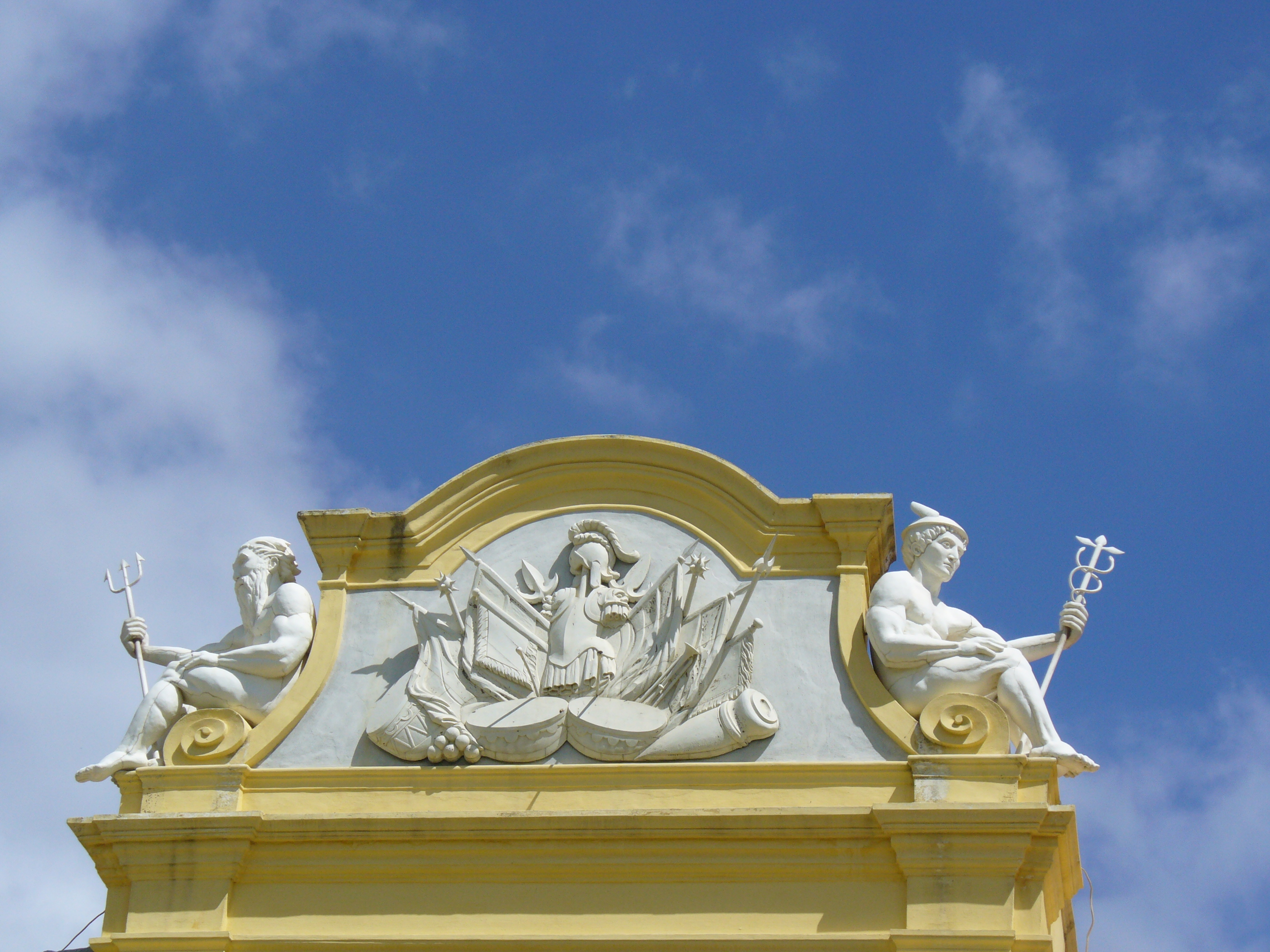
Frontó amb volutes
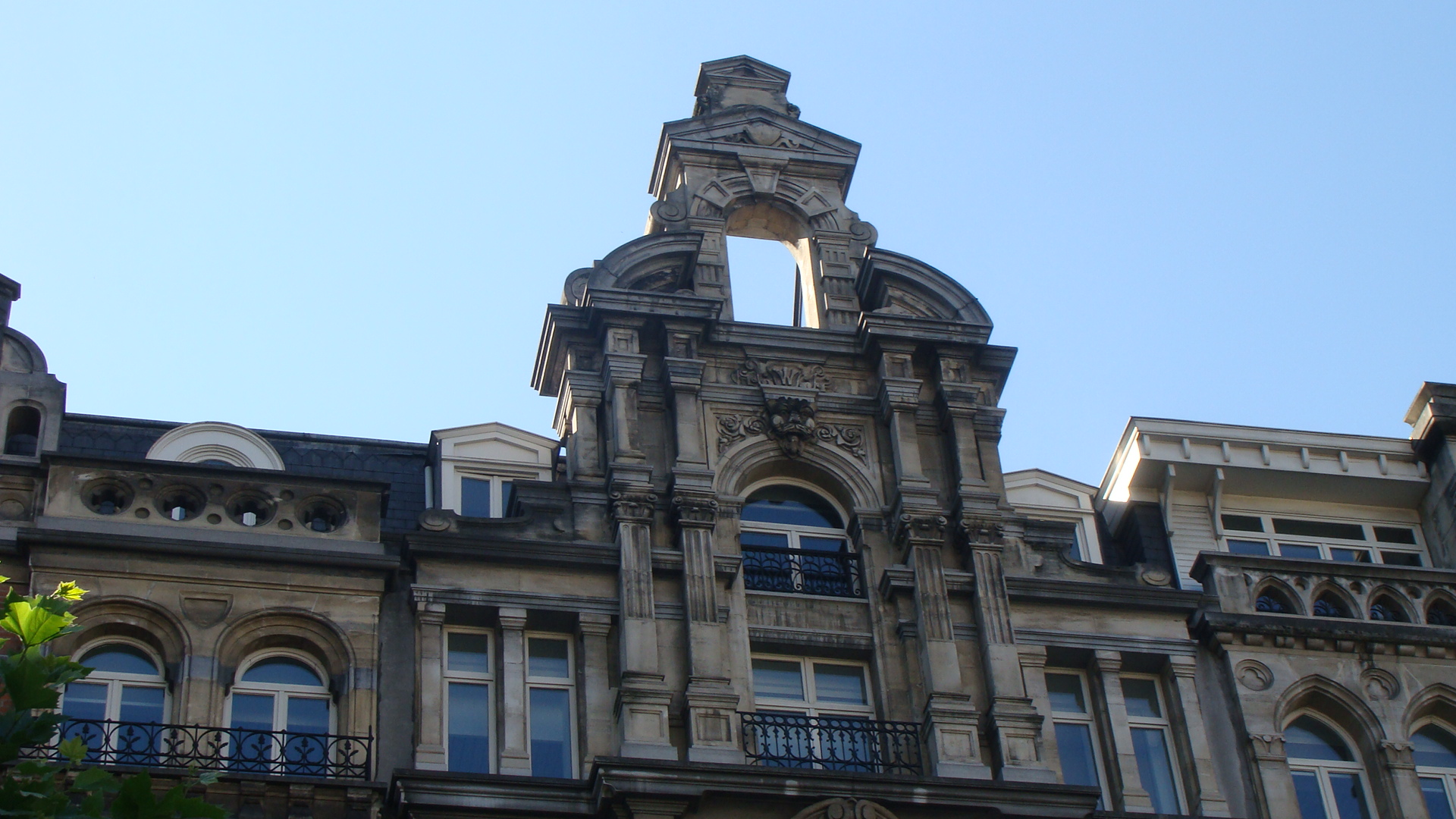
Frontó calat
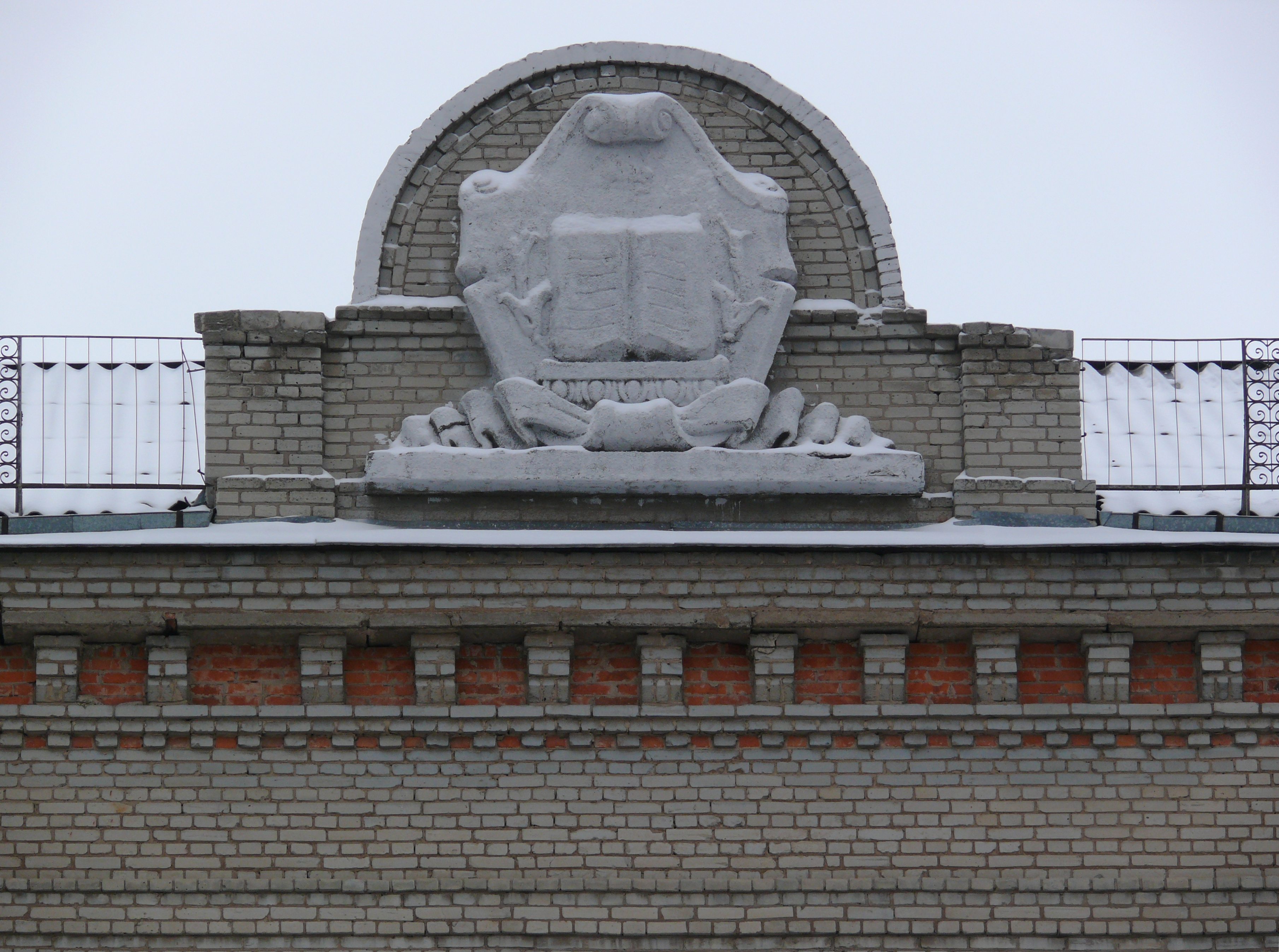
Frontó circular
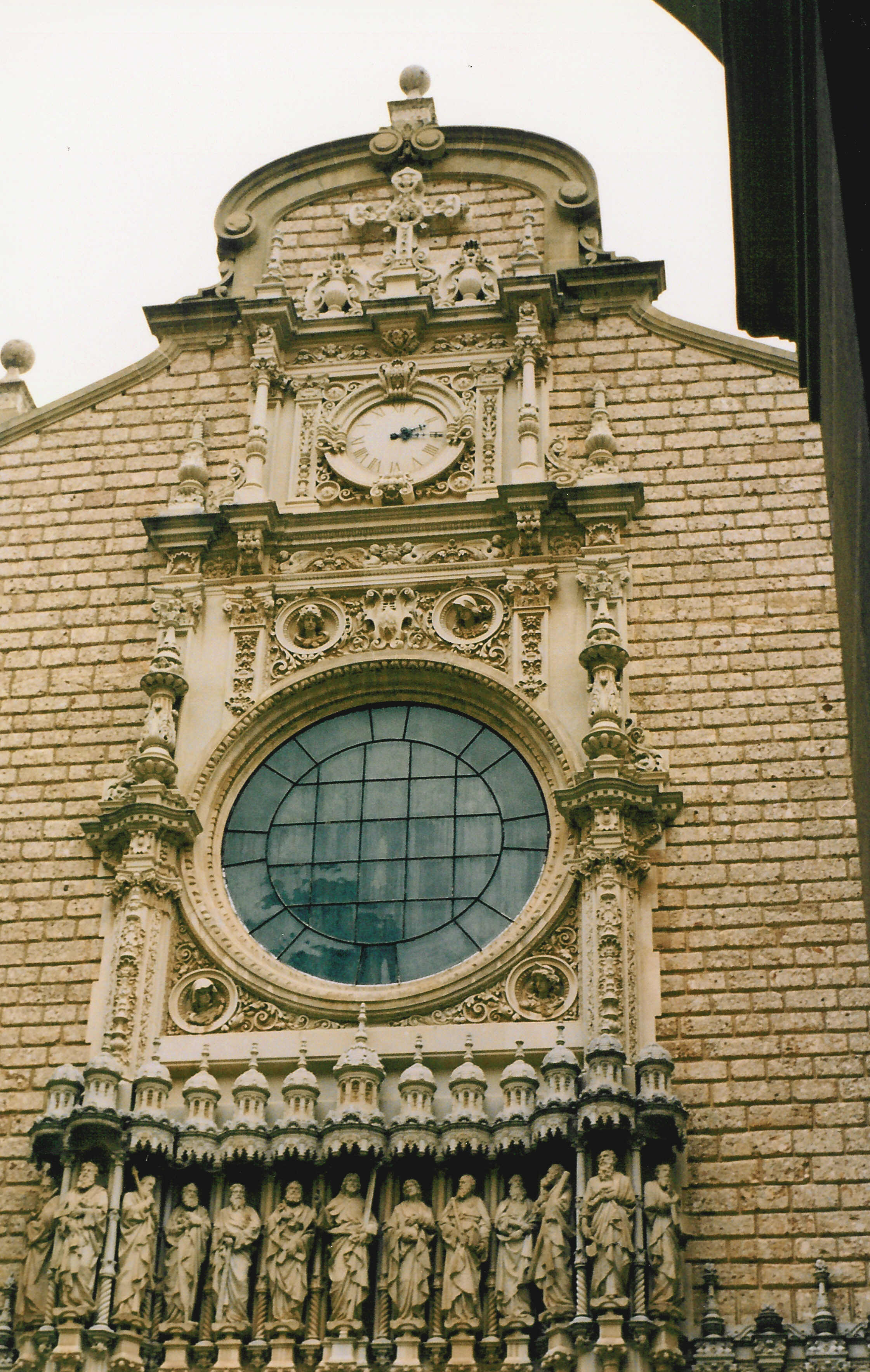
Frontó corbat
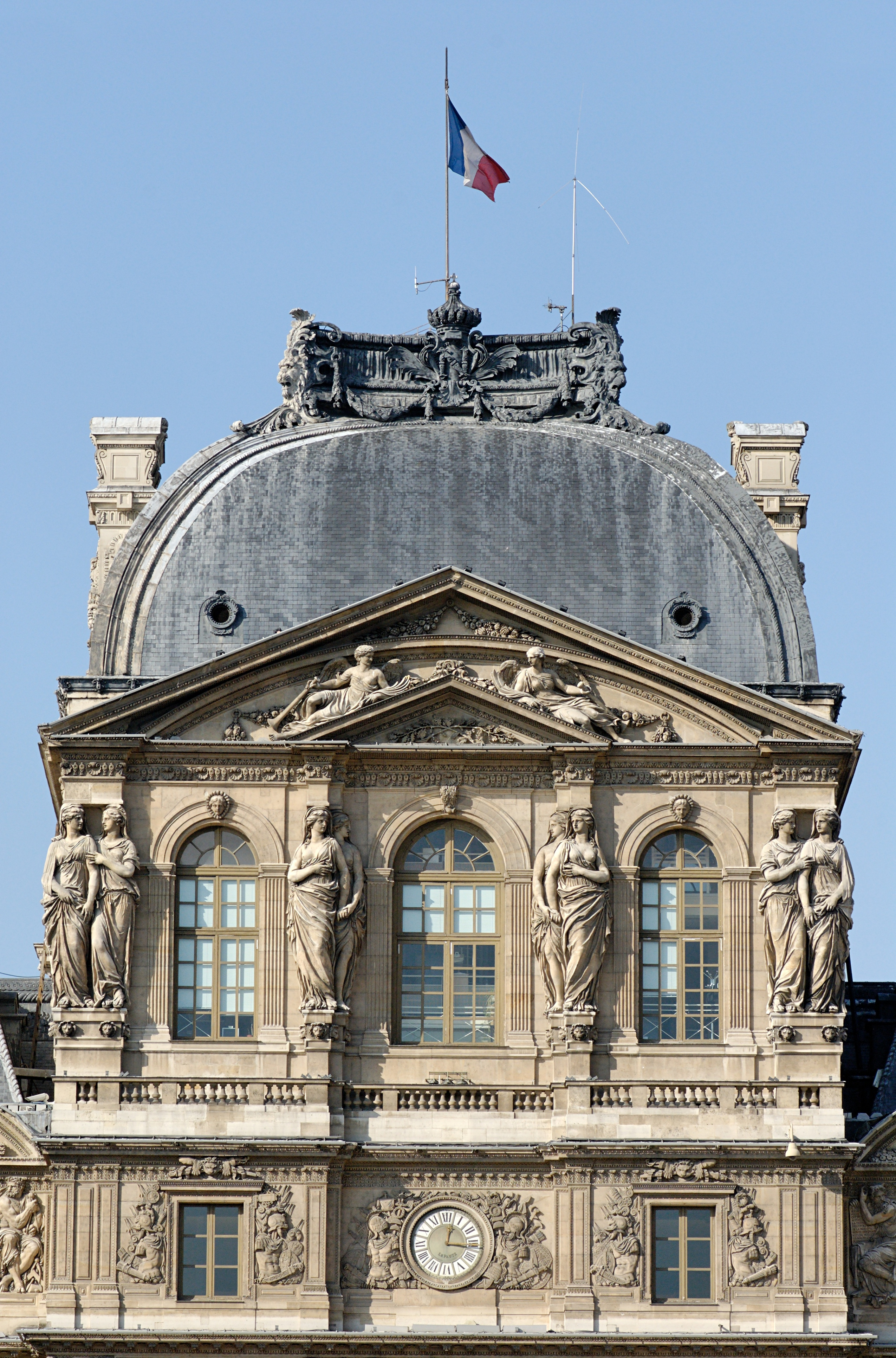
Frontó doble
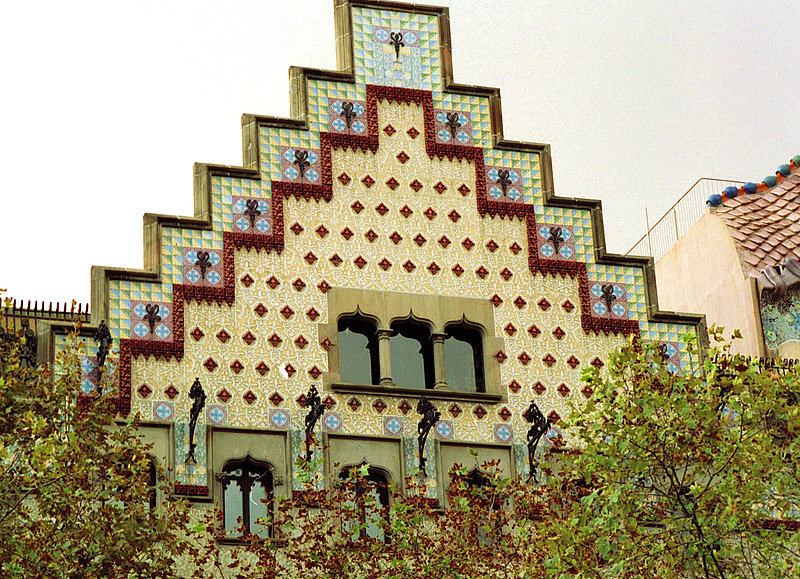
Frontó esglaonat
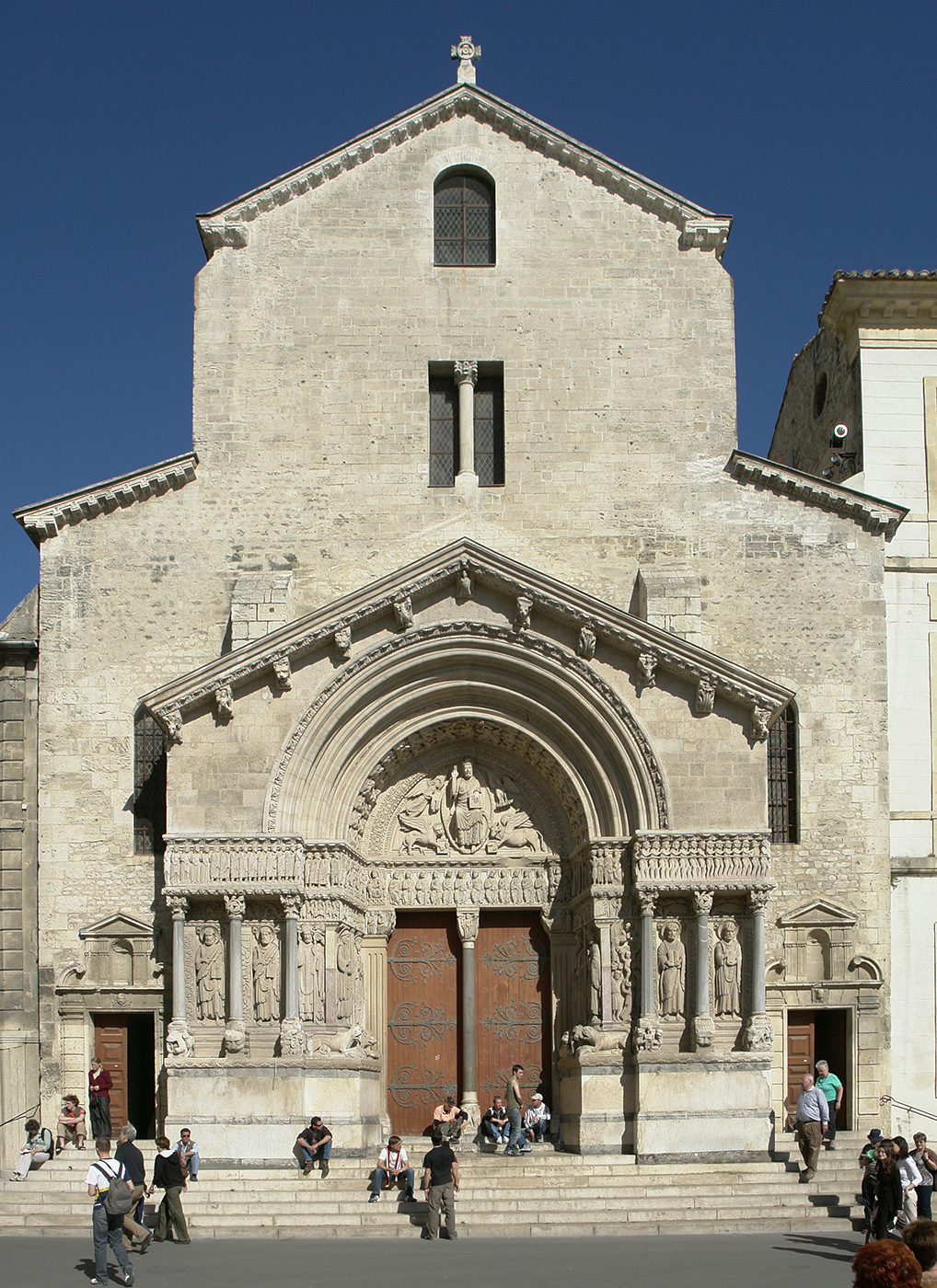
Frontó esventrat
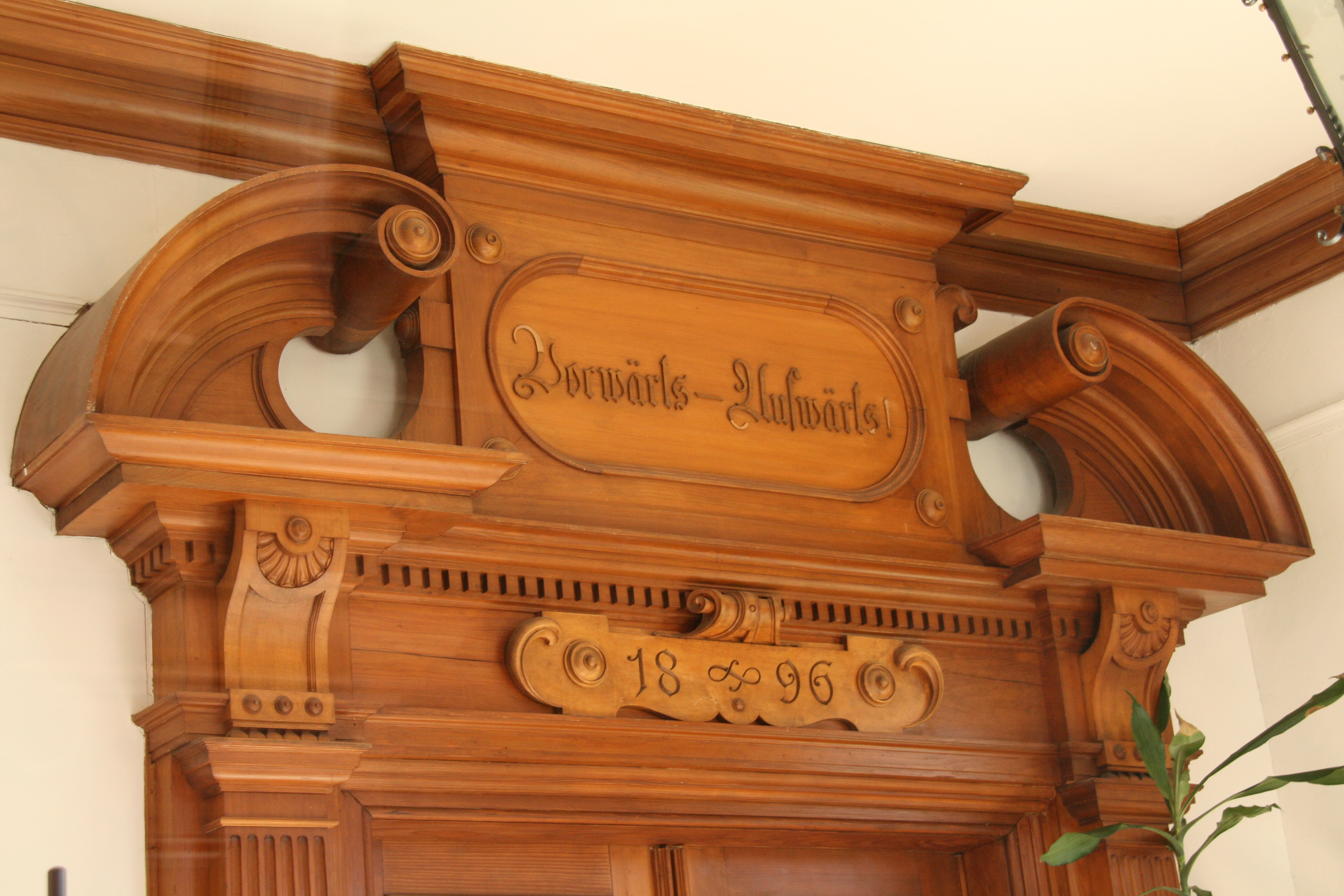
Frontó partit
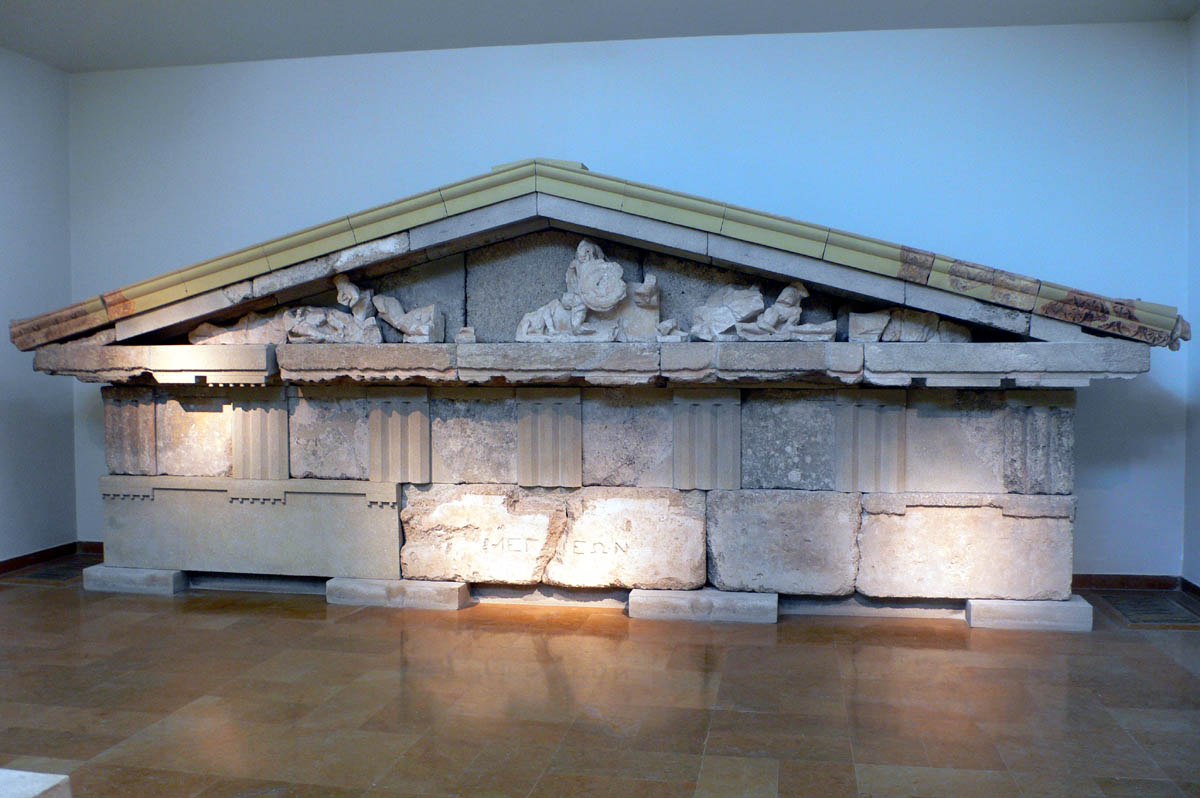
Frontó rebaixat
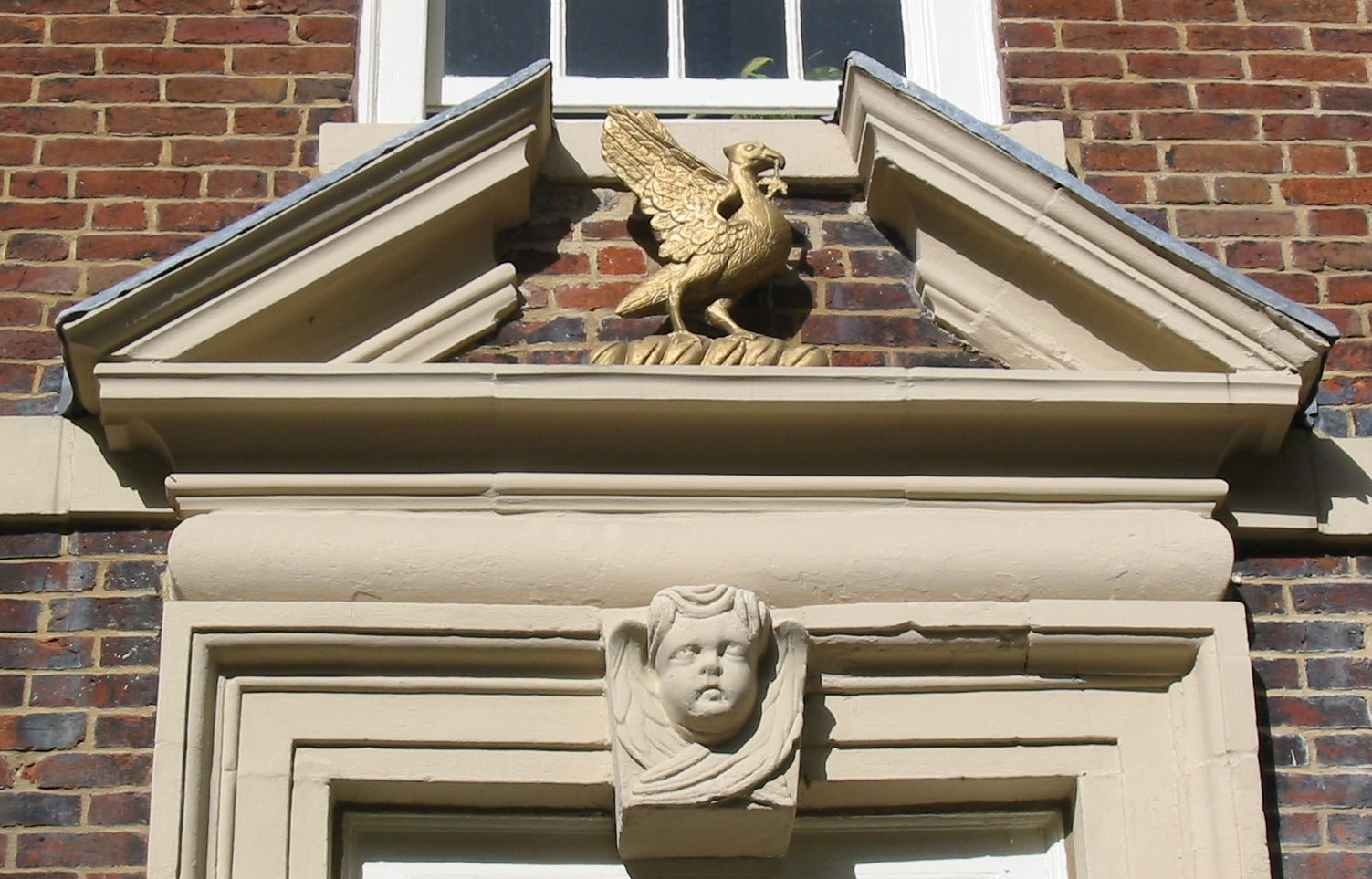
Frontó tallat
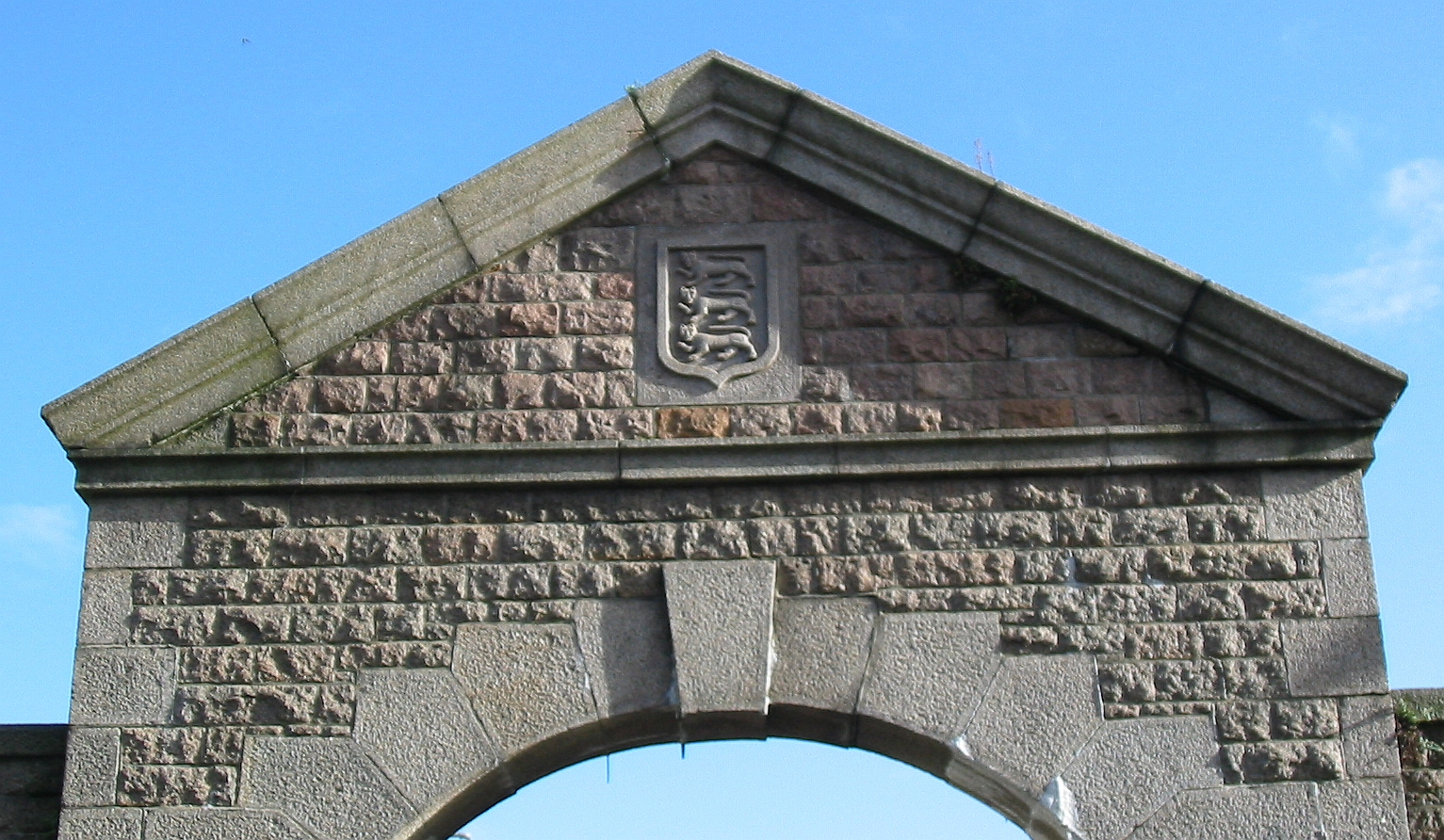
Frontó triangular
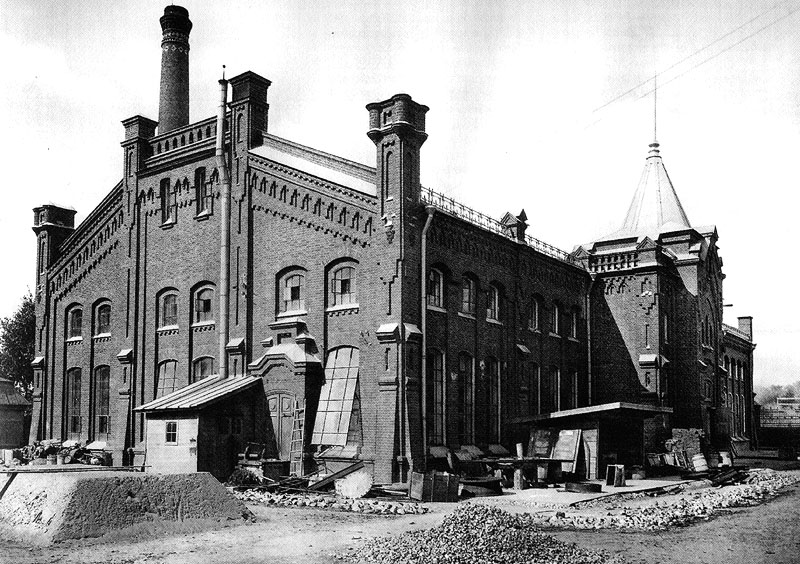
Frontó truncat